# Маньківський Борис Микитович
Борис Микитович Маньківський (11 березня 1883 — 24 листопада 1962) — академік Академії медичних наук СРСР (з 1944 року), доктор медичних наук (з 1935 року), професор, Заслужений діяч науки УРСР (з 1943 року), завідувач кафедри нервових хвороб Київського медичного інституту (у 1922–1961 роках) та Київського інституту удосконалення лікарів (у 1922–1941 роках). Науковий керівник Психоневрологічного інституту (у 1927–1948 роках), один з організаторів Інституту геронтології АМН СРСР (1958).

## Біографія
Народився 11 березня 1883 року в дворянській сім'ї. За участь у студентських виступах 1904–1905 років його відрахували з Київського університету Святого Володимира, причому без права поновлення. Батько винайшов можливість відправити його за кордон, де на медичному факультеті Лейпцизького університету він продовжив навчання, а після його закінчення стажувався в Парижі у відомій клініці «Сальпетрієр» в учня знаменитого професора Шарко. Це дозволило молодому доктору після повернення до Києва одразу ж зайняти посаду доцента кафедри нервових хвороб у Київському університеті. В 1909 році закінчивши з відзнакою медичний факультет Київського університету, приступив до роботи на кафедрі нервових хвороб, завідувачем якої був М. М. Лапінський. 1911 року наказом Попечителя Київського навчального округу затверджений у посаді звехштатного ординатора при клініці нервових хвороб Університету строком на три роки.
В листопаді 1914 року, у зв'язку з початком Першої світової війни, був мобілізований і назначений молодшим ординатором Київського військового госпіталю, працював у нервовому відділені. З 1915 року числиться молодшим ординатором психіатричного відділення.
З 1918 року в наказах по госпіталю значився як завідувач нервово-патологічного відділення. Будучи штатним лікарем Київського військового госпіталю, продовжував працювати при кафедрі М. М. Лапінського, який завідував нею до 1918 року. Пізніше, з 1922 року кафедра була розділена на два курси (факультетська та госпітальна клініка), госпітальною клінікою на 100 ліжок при нервовому відділені госпіталю став завідувати Б. М. Маньківський (1922–1961).
З 1922 по 1941 рі завідував також створеною кафедрою нервових хвороб Київського інституту удосконалення лікарів.

Могила Бориса Маньківського

Помер 24 листопада 1962 року. Похований в Києві на Байковому кладовищі (ділянка № 9).

## Наукова діяльність
Автор понад 170 наукових робіт, у тому числі 25 монографій, присвячених різним питанням клінічної неврології та нейроонкології. Першим в країні описав пухлину шишковидного тіла, у світовій літературі — клініку краніофарингіом. Запровадив рентгенологічний та кашляроскопічний методи в неврологію і дав клінічне обґрунтування застосування в неврологічній практиці ряду антибіотиків, гормонів, сульфаніламідних препаратів. Один з основоположників української школи невропатологів. Під його керівництвом підготовлено 50 дисертацій, у тому числі 5 докторських.

### Твори
- Клініка епідемічного енцифаліту.  — К., 1924
- Случай органического серозного менингита с картиной опухоли мосто-мозжечкового угла.  — К., 1925
- Множинний дісемінований склероз. — К., 1941;
- Про нервової патології при гіпертонічній хворобі. — К., 1960;
- Вибрані праці. — К., 1972

## Нагороди
Нагороджений двома орденами Леніна, орденами Трудового Червоного Прапора, «Знак Пошани» та медалями.

## Вшанування пам'яті

меморіальна дошка у Києві

Його ім'я присвоєно клініці нервових хвороб Олександрівської лікарні у Києві. На її фасаді у 1964 році встановлено меморіальну дошку (бронза, граніт, скульптор О. О. Банников).